# 临平银泰城

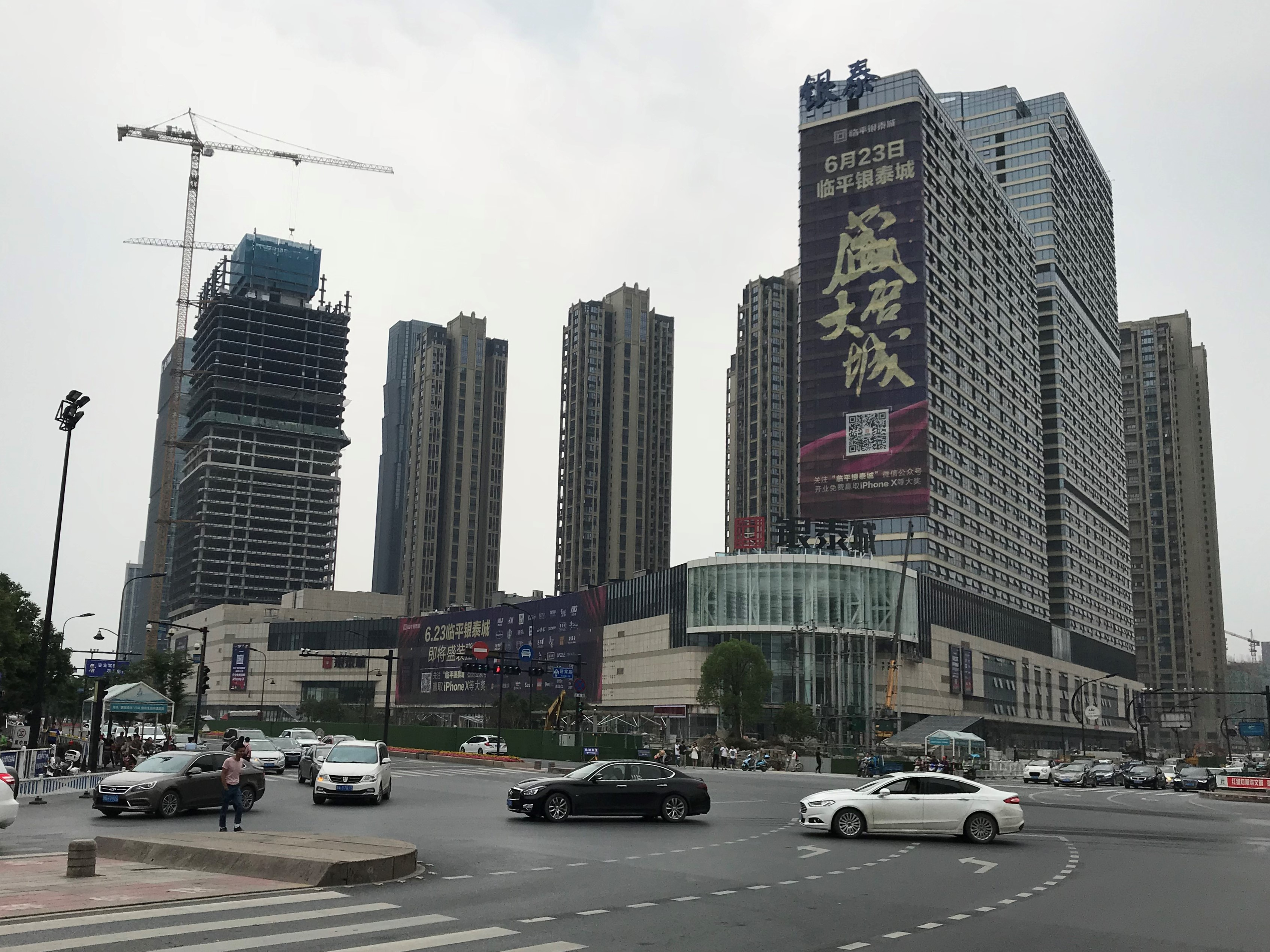
开业前、建设中的临平银泰城，2018年6月

临平银泰城是位于杭州临平世纪大道与迎宾路的十字轴的大型商业综合体，包括购物中心、甲级写字楼（银泰时代中心）、酒店等，是杭州地铁9号线临平站的上盖物业，占地面积8.62万平米，建筑面积约68万平米。商场于2018年6月23日开业。

## 简介
临平银泰城由康旅集团（总部在昆明）与银泰集团合作开发，总投资约60亿元，是临平首座大型购物中心。其中办公主楼银泰时代中心高198米，银泰城是临平新城的地标性综合体。
主要入驻商家有博纳国际影城临平IMAX店（9个影厅1006个座位，杭州第二家博纳影城）、永辉超市、MUJI无印良品、优衣库、H&M、漫书咖、越健身、星聚会KTV和菲菲羊乐园等。有3000余个停车位，顶楼有一个公益性质的空中花园广场。